# 现场可更换单元
现场可更换单元（英語：Line-replaceable unit，縮寫：LRU）也称为“现场可更换部件”，是一种易于更换的模块化设备，具有一个或多个功能，并被封装为一个整体。这种设备在日常维护过程中就可以被迅速更换并能马上进入工作状态。此类设备常见于复杂的电子系统中。
在航空领域，很多机载电子设备都是按照这种概念设计的，这样可以大大减轻维护人员的工作负担，当然更重要的是由于不需要航空器停止运营，在常规的日常维护（Line Maintenance）中就可迅速完成维修工作，从而大幅度提高了航空器的出勤率。